# Desolation Angels
Desolation Angels is een Britse New Wave of British Heavy Metal band uit Londen, opgericht in 1981, ontbonden in 1994 en sinds 2008 weer actief.

## Bezetting
Huidige bezetting
- Keith Sharp (e-gitaar)
- Robin Brancher (e-gitaar)
- Clive Pearson (e-basgitaar)
- Chris Takka (drums)
- Paul Taylor (zang)

Voormalige leden
- Joe Larner (e-basgitaar)
- Richard Parish (drums)
- John Graham (drums)
- Dave Wall (zang)
- Brett Robertson (drums)

- Mick Campling (drums)
- Dave Scutt (e-basgitaar)
- Adam Palfrey (drums)
- Sam Wilmore (drums)
- Lee Addison (zang)

- George Bareham (drums)
- Neil Craddock (e-basgitaar)
- Sean Reid (drums)
- Ian 'Curly' Davies (zang)
- Dave Maille (drums)

## Geschiedenis
De band werd begin 1981 opgericht en dankt zijn naam aan het gelijknamige album van Bad Company. De bezetting bestond aanvankelijk uit de gitaristen Keith Sharp en Robin Brancher, die elkaar al van kinds af aan kenden, hun schoolvriend Joe Larner op bas, de drummer John Graham, die ze al kenden van hun vorige band, en de zanger Dave Wall. De positie van drummer was echter onderhevig aan frequente veranderingen. In hetzelfde jaar nam de band een paar demo's op, maar hun belangrijkste focus lag op het spelen van concerten. 1982 kwam Brett Robertson als drummer bij de bezetting, die de band nog wat langer overeind hield. De eerste lokale optredens volgden achtereenvolgens met Chariot, Elixir, Driveshaft en Carrera. In 1983 verscheen een officiële live demo met onder meer de nummers Hounds of Hell, Doomsday, Satan's Child en No Mercy. Tegen het einde van het jaar verscheen de single Valhalla met het nummer Boadicea als B-kant in zelfpublicatie. De opnamen hadden plaatsgevonden in Cheltenham met producent Mike Fisher.
Dankzij goede verkoopcijfers kon de band haar bekendheid verder vergroten en begon de productie van een promotievideo. Daarnaast werden fanzines bekend met de band, die verslag deden van de concerten. De band kon toen optreden met bekende bands als Mama’s Boys, Samson, Diamond Head en Tredegar. Tegen het einde van 1984 werd Bullet Records, dat toen Bulleon Records heette, opmerkzaam op de band en contracteerde hen. Na optredens in België werd het debuutalbum opgenomen in de Thameside Studios in Rotherhithe. Tijdens de opname verliet Brett Robertson de band en werd vervangen door Adam Palfrey na verschillende wijzigingen (waaronder de functie werd gevuld met Dave Maille). Korte tijd later verliet bassist Larner de band en werd vervangen door Dave Scutt. De publicatie was gepland voor begin 1985. Aangezien het label echter op de geplande publicatiedatum werd gesloten, vond deze publicatie niet plaats, zodat het titelloze album pas begin 1986 bij Thameside Records verscheen. Op de hoes werd geen drummer genoemd. Na de demo Fury in maart 1987, die was opgenomen in de Impulse Studios in Worcester, volgden optredens in Engeland, Schotland en Wales.
Ongeveer een jaar later tekende de band een nieuw managementcontract. Vervolgens verhuisde ze naar Los Angeles om aan nieuw materiaal te werken. De band had in oktober 1987 voor het laatst opgetreden in Engeland in de Londense Marquee Club. Een Amerikaanse tournee was gepland voor november, maar die heeft niet plaatsgevonden. In de Verenigde Staten speelde de band onder meer in Hollywood en enkele buurlanden, terwijl ze songs opnam in verschillende studio's. Het zelf gefinancierde album While the Flame Still Burns werd opgenomen in de Silvercloud Studios in Burbank, Californië. Het was de bedoeling om dit via postorder aan fans te verkopen. Gedurende deze tijd verliet Adam Palfrey de band en werd vervangen door de Amerikaan Sam Wilmore. Het album was klaar en verdere optredens volgden. In 1991 speelde de band op de vliegbases van de soldaten, die daar waren gestationeerd voor de Tweede Golfoorlog. Daarna ging het op een Amerikaanse tournee door de zuidelijke staten, die zich uitstrekte tot de oostkust van Florida. Gefrustreerd door interne spanningen en het ontbreken van een platencontract, keerde de helft van de band in de winter van 1991/1992 terug naar Engeland, terwijl Dave Scutt de band verliet. Ondertussen trad Lee Addison toe als de nieuwe zanger. Er werd besloten om het eerder opgenomen album opnieuw op te nemen, te scheiden van manager John Feely en de zetel volledig terug te verplaatsen naar Engeland. Ondanks de terugkeer van Dave Scutt werd de band ontbonden in mei 1994. Als gevolg hiervan bleef While the Flame Still Burns niet gepubliceerd.
Toen de boxset Feels Like Thunder in 2008 uitkwam, werden Robin Brancher en Keith Sharp overgehaald om de band nieuw leven in te blazen. De eerste optredens volgden om reclame te maken voor de boxset. De bezetting werd gecompleteerd door zanger Ian 'Curly' Davies, bassist Clive Pearson en drummer Chris Takka. Vervolgens trad de band nog meer op en was in 2012 te zien in onder meer Würzburg, bij de achtste Hammer of Doom. In 2014 verscheen de ep The Sweeter the Meat. Sinds het uitbrengen van de ep heeft de band concerten en festivaloptredens gehouden in heel Europa. In 2015 scheidde de groep zich van zanger Davies, die werd vervangen door Paul Taylor van Elixir. Het eerste optreden met een nieuwe zanger vond plaats in oktober 2015 op het Italiaanse festival Play It Loud. Begin januari 2016 begon de band met producent Chris Tsangardis met het werk aan het nieuwe album Doomsday, waarvan de publicatie gepland stond voor eind 2016/begin 2017. In 2016 vierde de band haar dertigste verjaardag door hun debuutalbum opnieuw uit te brengen.

## Stijl
Malc Macmillan schreef in The N.W.O.B.H.M. Encyclopedie dat er overeenkomsten zijn met doommetal. De muziek is melodieus en makkelijk toegankelijk. Macmillan maakte vergelijkingen met Pagan Altar, Demon en Phoenix Rising. Valhalla valt vooral op door de lengte van de nummers (meestal rond de zes minuten). De muziek van het debuutalbum is relatief hard, al zijn de nummers ook vrij lang. Fury biedt ook melodieuze semi-doommetal, waarbij de nummers nu korter en krachtiger zijn. In NWoBHM New Wave van British Heavy Metal The glory Days merkte Otger Jeske ook op dat de nummers in de demo korter, pakkender en krachtiger waren. De demo werd vaak vergeleken met de muziek van Iron Maiden. The International Encyclopedia of Hard Rock and Heavy Metal beschreef de muziek van de band als stijlvolle heavy metal. Martin Popoff schreef in zijn boek The Collector’s Guide of Heavy Metal Volume 2: The Eighties over het titelloze album dat authentiek underground NWoBHM te horen is, maar dat vier jaar te laat werd uitgebracht. De zang klinkt blatend en afgezwakt, terwijl er drumvullingen zijn die niet op hun plaats klinken. Volgens Oliver Klemm van Metal Hammer speelt de band stevige heavy metal in de stijl van Dio en Mercyful Fate op de single Valhalla.

## Discografie
- 1981: Demo 1 (demo, eigen publicatie)
- 1983: Live-Demo (demo, eigen publicatie)
- 1984: Valhalla (single, eigen publicatie)
- 1986: Desolation Angels (album, Thameside Records)
- 1987: Fury (demo, eigen publicatie)
- 1989: Demo 1989 (demo, eigen publicatie)
- 1991: English Bastards (ep, Feel Metal Records)
- 2008: Feels Like Thunder (compilatie, Cyclone Empire)
- 2014: Sweeter the Meat (ep, Reaper Records)